# Cho Hun (Turner, 1968)
Cho Hun (* 24. September 1968) ist ein ehemaliger nordkoreanischer Kunstturner.

## Karriere
Cho Hun nahm als einer von drei nordkoreanischen Kunstturnern an den Olympischen Sommerspielen 1992 in Barcelona teil. Während sein Teammitglied Pae Gil-su die Goldmedaille im Pauschenpferd gewann, war Cho weniger erfolgreich und kam zu folgenden Ergebnissen:
- Einzelmehrkampf: 74. Platz
- Boden: 56. Platz
- Sprung: 37. Platz
- Barren: 64. Platz
- Reck: 82. Platz
- Ringe: 72. Platz
- Pauschenpferd: 82. Platz